# Lijst van burgemeesters van Valkenburg-Houthem
Dit is een lijst van burgemeesters van de voormalige Nederlandse gemeente Valkenburg-Houthem. De gemeente ontstond op 1 oktober 1940 bij de fusie van Houthem, Oud-Valkenburg, Schin op Geul en Valkenburg. Aanvankelijk was dat onder de naam 'Valkenburg' maar op 15 juli 1941 vond de hernoeming plaats tot de gemeente Valkenburg-Houthem. Deze gemeente heeft bestaan tot 1 januari 1982 toen die gemeente opging in de gemeente Valkenburg aan de Geul.
| Ambtsperiode | Naam burgemeester           | Partij of stroming | Bijzonderheden                                                                                       |
| ------------ | --------------------------- | ------------------ | --- |
| 1940 - 1943  | P.A. Hens                   |                    | al vanaf 1917 zowel burgemeester van Valkenburg als van Houthem en vanaf 1935 ook van Oud-Valkenburg |
| 1943 - 1944  | Paul (G.J.P.) Schmalbach    | NSB                | eerder burgemeester van Beek                                                                         |
| 1945 - 1953  | P.A. Hens                   |                    | |
| 1953 - 1969  | Frans (F.A.A.H.) Breekpot   | KVP                | eerder burgemeester van Kessel en Meerssen, later burgemeester van Weert                             |
| 1969 - 1975  | Alphons (A.M.M.) Kerckhoffs | KVP                | eerder burgemeester van Wessem                                                                       |
| 1976 - 1982  | Paul (P.P.M.) Gilissen      | KVP / CDA          | later burgemeester van Valkenburg aan de Geul                                                        |